# Aromia moschata ambrosiaca
Aromia moschata ambrosiaca é uma subespécie de insetos coleópteros polífagos pertencente à família Cerambycidae.
A autoridade científica da subespécie é Steven, tendo sido descrita no ano de 1809.
Trata-se de uma subespécie presente no território português.